# Kees Kok (theoloog)
Cornelis G.J. (Kees) Kok (Amsterdam, 27 maart 1948) is een Nederlands theoloog.

## Biografie

### Studies
Kok ging naar het gymnasium a aan het kleinseminarie Hageveld in Heemstede. Hierna ging hij theologie studeren aan de Katholieke Theologische Hogeschool van Amsterdam. Ten tijde van zijn studie was hij dirigent van het jongerenkoor in de Martelaren van Gorcumkerk in Amsterdam-Watergraafsmeer. Tien jaar later leidde hij een koor van de Lucaskerk in Amsterdam-Osdorp. In 1980 studeerde hij af op 'Liturgie tussen wal en schip. Over de officieel-kerkelijke liturgievernieuwing na Vaticanum II'. Hierna trad hij gelijk in dienst bij Stichting Leerhuis & Liturgie waar hij aanvankelijk als studiesecretaris werkte en sinds 2002 als directeur.

### Loopbaan
Kok heeft decennialang vele workshops georganiseerd op het gebied van liturgie in Nederland en in Duitstalige landen. Samen met Birgitta Kasper-Heuermann en Annette Rothenberg-Joerges werkte hij mee aan een vertaling van het repertoire van de Amsterdamse Studentenekklesia en was daar teamlid. Daarnaast werkte hij als redacteur voor de tijdschriften "Werkschrift", "Roodkoper" en de "Maandbrief voor Leerhuis & Liturgie". Hierin verschenen artikelen over liturgie en kerkmuziek, recente kerkgeschiedenis, de islam en uiteenlopende politieke onderwerpen. Ook bracht hij artikelen uit over de theologen Eugen Drewermann en Harry Kuitert en was hij te gast bij Andries Knevel. Op 15 april 2023 was hij samen met Alex van Heusden voorganger bij de uitvaartdienst van zijn collega Huub Oosterhuis in de Amsterdamse Westerkerk.

## Publicaties
- (1990) De vleugels van een lied ISBN 9789026309663
- (2004) De kunst van de liturgie[13] ISBN 9789030410355
- (2012) Hem achterna ISBN 9789025971410
- (2016) Alles voor allen ISBN 9789043527989
- (2018) Onmogelijke geloof ISBN 9789461644473
- (2019) Paradijs gezocht. 'Joodse' poëzie voor en na de Shoah ISBN 9789463239547